# Che vuoi che sia/Perché mai
Che vuoi che sia / Perché mai pubblicato nel 1969 è un 45 giri della cantante italiana Iva Zanicchi

## Tracce
Lato A
- Che vuoi che sia - 2:45 - (U. Juegens - F. Migliacci)

Lato B
- Perché mai (ain't no way) - 4:05 - (Franklin Carolin - C. Castellari - Arcibaldo)